# Patricia Tobón
María Patricia Tobón Yagarí (14 de marzo de 1987, Jardín, Antioquia, Colombia) es una abogada, defensora de los derechos humanos y líder social colombiana. El 19 de julio de 2022, fue designada por el presidente electo Gustavo Petro como directora de la Unidad para la Atención y Reparación Integral a las Víctimas, cargo que ocupó hasta abril de 2024.

## Formación Académica
Tobón Yagarí es abogada de la Universidad de Antioquia con una especialización en Derecho Constitucional de la Universidad Externado de Colombia.

## Biografía
Tobón es una indígena Emberá del Resguardo Karmatarrúa en el municipio de Jardín en el departamento de Antioquia. Es hablante de dos de las variables de dialectos del lenguaje Emberá. Es hija de un dirigente indígena y una líder social, dedicados principalmente a la organización comunitaria de los cabildos indígenas. 
La experiencia de su familia le permitió formarse en asuntos étnicos y experimentar las desgarradoras experiencias que viven las minorías étnicas en Colombia. Antes de finalizar su carrera universitaria ya realizaba consejerías jurídicas a distintas comunidades indígenas, afrocolombianas y campesinas a tramitar demandas, tutelas, entre otros procesos. La experiencia con las comunidades apartadas le permitió conocer de antemano las principales problemáticas y crisis humanitarias como consecuencia de la disputa armada en los territorios dispersos del país. Desde entonces, la jurista Emberá ha actuado en clave de solidaridad y en contra de los estereotipos culturales que niegan derechos a las personas étnicas.
Antes de llegar a la Comisión de la Verdad, Tobón coordinó diálogos entre el Estado colombiano y los pueblos indígenas en la defensa de los derechos territoriales étnicos, e hizo parte del grupo de personas que ayudó a redactar el apartado étnico de los Acuerdos de Paz de 2016 en La Habana, Cuba. Gracias a estas experiencias la Organización Nacional Indígena de Colombia (ONIC) la postuló al cargo de Comisionada de la Verdad, cargo por el que fue seleccionada por parte de distintos organismos internacionales y de las Naciones Unidas.
Tobón también se desempeñó como consultora y asesora de distintas organizaciones indígenas, afrodescendientes, de derechos humanos, de las Naciones Unidas, no gubernamentales y sociales.

### Comisionada de la Verdad
Como Comisionada de la Verdad, fue la encargada de redactar y documentar las vulneraciones de Derechos Humanos en territorios indígenas que han sido afectados por el Conflicto, así como los esquemas de discriminación contra los pueblos étnicos.
Tuvo a su cargo la redacción del capítulo del Informe Final de la Comisión, Hay futuro, si hay verdad, que recoge los hallazgos, conclusiones e impactos de la guerra sobre las poblaciones étnicas (incluyendo a los afrocolombianos y a la población Rom).

### Vida posterior a la Comisión de la Verdad
Fue designada el 19 de julio de 2022 por el presidente Gustavo Petro para dirigir la Unidad para la Atención y Reparación Integral a las Víctimas a partir del 7 de agosto de 2022.